# Saudisierung
Die Saudisierung (auch: Saudisation; arabisch السعودة, DMG as-Saʿwada) nennt man eine Politik Saudi-Arabiens, die darauf zielt, den Anteil einheimischer Arbeitnehmer gegenüber dem Anteil ausländischer Arbeitnehmer zu vergrößern.
Konkret geht es bei der Saudisierung darum, die Zahl der ausländischen Arbeitnehmer in Saudi-Arabien zu verringern und im Gegenzug die Beschäftigung Einheimischer zu erhöhen.

## Entwicklung
Die Saudisierung wurde von der Regierung Ende der 1990er Jahre zu einem wichtigen Element der Innenpolitik Saudi-Arabiens erklärt. 1997 wurde eine Kampagne gegen illegale Arbeitskräfte durchgeführt und mindestens 400.000 Arbeitnehmer wurden ausgewiesen bzw. abgeschoben. Ähnliche Aktionen erfolgten in den nachfolgenden Jahren. Zudem wurde eine Vorrangprüfung eingeführt: Es wurde gesetzlich vorgeschrieben, dass der Arbeitgeber im Vorfeld nachweisen muss, dass keine einheimische Erwerbsperson für die Arbeit zur Verfügung steht. Die Gebühr, die ein Arbeitgeber vor der Einstellung eines Ausländers zahlen muss, wurde erhöht, und umgekehrt wurde eine finanzielle Förderung der Arbeitsaufnahme durch Einheimische eingeführt. Bestimmte Berufe wurden für ausländische Arbeitnehmer gesperrt.
Im Oktober 2002 verkündete Kronprinz Abdallah den Plan, das Taxigewerbe zu „saudisieren“. Ausländer stellten jedoch anschließend weiterhin die Mehrheit der Taxifahrer. 2003 verkündete Innenminister Naif, der Ausländeranteil unter den Arbeitnehmern sollte innerhalb von zehn Jahren auf 20 % verringert werden. Es kam dadurch aber nicht zu einem Trend einer Verringerung der Zahl ausländischer Arbeitskräfte. Die Politik der Saudisierung hat bis in die 2000er Jahre vor allem in den Bereichen Flugverkehr, Ölindustrie und Banken Wirkung gezeigt.
Die Entwicklung vollzieht sich im Zuge einer Sparpolitik der Regierung, bei der angesichts sinkender Öl-Einnahmen unter anderem Preiserhöhungen für Konsumgüter, eine Verringerung des öffentlichen Dienstes und Einsparungen an Sozialleistungen vorgesehen sind.
Es wird erwartet, dass auch eine von der Regierung unternommene schrittweise Verbesserung der arbeitsrechtlichen Situation ausländischer Arbeitnehmer in Saudi-Arabien dazu beitragen kann, die Arbeitsmigration dorthin zu verringern, indem die Anstellungsbedingungen für In- und Ausländer angeglichen werden.
Saudi-Arabien koordiniert seine Ausländer- und Migrationspolitik im Rahmen des Golf-Kooperationsrates. Dieser befürwortet eine Politik der Verringerung der Zahl ausländischer Arbeitnehmer.